# Coelioxys scioensis
Coelioxys scioensis är en biart som beskrevs av Giovanni Gribodo 1879. 
Coelioxys scioensis ingår i släktet kägelbin och familjen buksamlarbin. Inga underarter finns listade i Catalogue of Life.